# Eleccions a governador de Hokkaidō de 1963
Les eleccions a governador de Hokkaidō de 1963 (1963年北海道知事選挙, 1963-nen Hokkaidō Chiji Senkyo) foren unes eleccions per tal de renovar el càrrec de governador de Hokkaidō per un nou mandat de quatre anys i celebrades el 17 d'abril de 1963, dins del marc de les eleccions locals unificades del Japó de 1963. El triomfador dels comicis fou l'aleshores governador Kingo Machimura, del Partit Liberal Democràtic (PLD), que tornà a ser reelegit.
La participació fou del 79,80 percent dels vots, el que suposa un descens de poc més d'un punt respecte a les anteriors eleccions de 1959. El candidat del Partit Socialista del Japó (PSJ), Tetsuo Ara, va ser derrotat pel governador amb una considerable diferència de vots. Aquestes eleccions van ser les primeres on participà un candidat del Partit Comunista del Japó (PCJ), en aquest cas, Jin Nishidate, que amb només un 1,6 percent dels sufragis, va quedar molt lluny dels principals candidats.

## Candidats
| Candidat | Candidat        | Edat | Partit                     | Professió |
| -------- | --------------- | ---- | -------------------------- | --------- |
|          | Tetsuo Ara      | 57   | Partit Socialista del Japó | n/a       |
|          | Kingo Machimura | 62   | Partit Liberal Democràtic  | Polític   |
|          | Jin Nishidate   | 60   | Partit Comunista del Japó  | n/a       |
|          | Issui Maekawa   | 52   | Independent                | n/a       |

## Resultats
| Candidat     | Candidat        | Partit                     | Percentatges | Percentatges |
| Candidat     | Candidat        | Partit                     | Vots         | %            |
| ------------ | --------------- | -------------------------- | ------------ | ------------ |
|              | Kingo Machimura | Partit Liberal Democràtic  | 1.393.352    | 63,5         |
|              | Tetsuo Ara      | Partit Socialista del Japó | 753.480      | 34,4         |
|              | Jin Nishidate   | Partit Comunista del Japó  | 34.064       | 1,6          |
|              | Issui Maekawa   | Independent                | 12.178       | 0,6          |
| TOTAL        | TOTAL           |                            | 2.193.074    | n/a          |
| PARTICIPACIÓ | PARTICIPACIÓ    |                            | 2.244.227    | 79,80        |
| CENS         | CENS            |                            | 2.812.184    | 100          |